# Наратай (Братский район)
Наратай (бур. Наратай — солнечный) — посёлок в Братском районе Иркутской области России. Административный центр и единственный населённый пункт Наратайского сельского поселения.

## География
Посёлок находится на берегу Братского водохранилища, на расстоянии примерно 40 км к востоку от города Братск, административного центра района. Абсолютная высота — 404 м над уровнем моря.

## Население
| 2002 | 2010 | 2011 | 2012 | 2013 | 2014 | 2015 |
| ---- | ---- | ---- | ---- | ---- | ---- | ---- |
| 656  | ↘450 | ↘448 | ↘432 | ↘421 | ↗428 | ↗430 |
| 2016 | 2017 |      |      |      |      |      |
| ↘420 | ↘381 |      |      |      |      |      |

### Половой состав
По данным Всероссийской переписи, в 2010 году численность населения посёлка составляла 450 человек (228 мужчин и 222 женщины).

## Улицы
| - ул. Лесная, - ул. Набережная, - ул. Новая, - ул. Северная, | - ул. Советская, - ул. Спортивная, - ул. Таёжная, - ул. Физкультурная, | - ул. Центральная, - ул. Школьная, - ул. Южная. |